# Gistad
Gistad est une localité de Suède dans la commune de Linköping située dans le comté d'Östergötland.
Sa population était de 302 habitants en 2019.